# Christina Grassl
Christina Grassl (1962) è un'ex sciatrice alpina svedese.

## Biografia
Discesista pura originaria di Sunne e sorella di Helmut, a sua volta sciatore alpino, la Grassl vinse il titolo nazionale nel 1982; non prese parte a rassegne Giochi olimpici invernali né ottenne piazzamenti in Coppa del Mondo o ai Campionati mondiali.

## Palmarès

### Campionati svedesi
- 1 oro (discesa libera nel 1982)[1]